# Forskarskattenämnden
Forskarskattenämnden är en svensk statlig förvaltningsmyndighet, som sorterar under Finansdepartementet och har till uppgift att pröva frågor om skattelättnader för utländska experter, forskare eller andra nyckelpersoner.
Inom Skatteverket finns ett gemensamt kansli för Forskarskattenämnden och Skatterättsnämnden.